# Przemyśl (comune rurale)
Przemyśl è un comune rurale polacco del distretto di Przemyśl, nel voivodato della Precarpazia.
Ricopre una superficie di 108,39 km² e nel 2004 contava 91 400 abitanti.
Il capoluogo è Przemyśl, che non fa parte del territorio ma costituisce un comune a sé.